# Seul contre tous (film, 1965)
Pour les articles homonymes, voir Seul contre tous.
Pour plus de détails, voir Fiche technique et Distribution.
Seul contre tous (Solo contro tutti) est un western spaghetti hispano-italien sorti en 1965, réalisé par Antonio del Amo.

## Synopsis
Bill James assiste enfant au meurtre de son père, Jesse James, tué par traitrise par Bob Ford. Vingt ans plus tard, Bill devenu adulte, s'est éloigné du Missouri, évitant ainsi les passions autour de son père. Au ranch des Trois Étoiles, Dorothy emploi Bill comme garçon d'étable. Il se rend vite compte des menées de Marshall, un éleveur puissant, contre Dorothy et sa ferme. Les premières altercations entre Bill et Marshall ne font pas avancer les choses. Au contraire, Bill, suspecté du meurtre d'un homme, est contraint de fuir. Il mène sa propre enquête et commence à se douter que Marshall n'est en fait autre que son oncle Bob Ford, qui avait tué son père. Il le défie et le tue.

## Fiche technique
- Titre français : Seul contre tous ou Le Fils de Jesse James[1]
- Titre original italien : Solo contro tutti
- Titre original espagnol : El hijo de Jesse James[1]
- Réalisation : Antonio del Amo
- Scénario : Pino Passalacqua, Marcello Fondato
- Genre : western spaghetti
- Musique : Angelo Francesco Lavagnino
- Production : Apolo Films, Produzioni Europee Associati
- Photographie: Fausto Zuccoli
- Montage : Enzo Alabiso
- Durée : 91 minutes
- Décors : Saverio D'Eugenio, Adolfo Cofino
- Maquillage : Nino Carboni
- Pays de production :  Espagne,  Italie
- Langues originales : espagnol, italien
- Dates de sortie : 
  - Italie : 1965
  - France : 8 octobre 1965[1]

## Distribution
- Claudio Undari (sous le pseudo de Robert Hundar) : Bill James ; Jesse James
- Mercedes Alonso : Dorothy
- Adrian Hoven : Allan Davis
- Raf Baldassarre (sous le pseudo de Ralph Baldwin) : Bruce
- John Bartha : Strater
- Roberto Camardiel : Alonso
- Luis Induni : Marshall / Bob Ford
- José Jaspe : Mike